# Шевченковский гай
Шевче́нковский гай (укр. Шевченківський гай) — музей под открытым небом во Львове (Украина). Официальное название — Музей народной архитектуры и быта «Шевченковский гай» (адрес музея — ул. Чернеча Гора, 1).

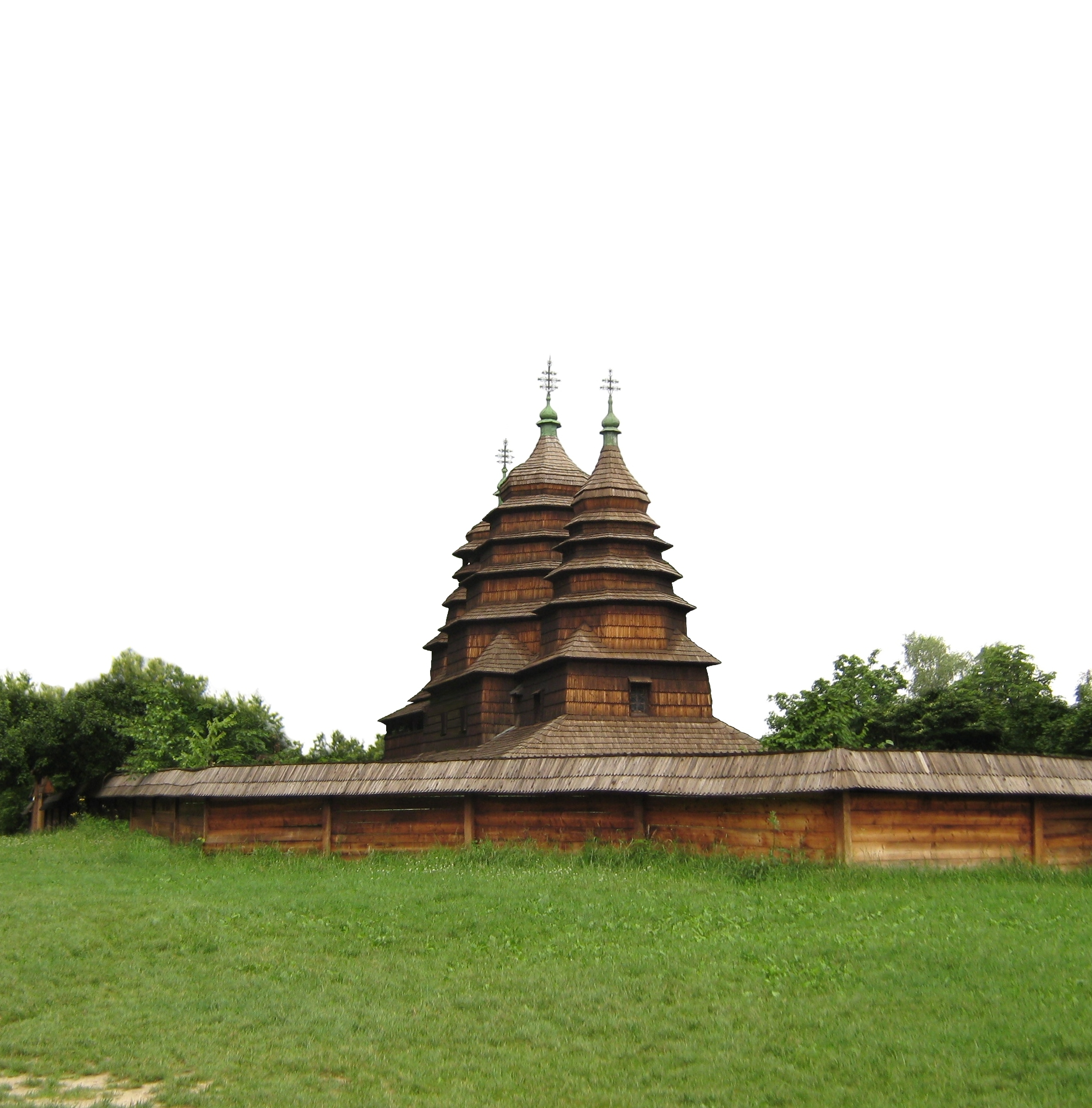
Церковь из села Кривка
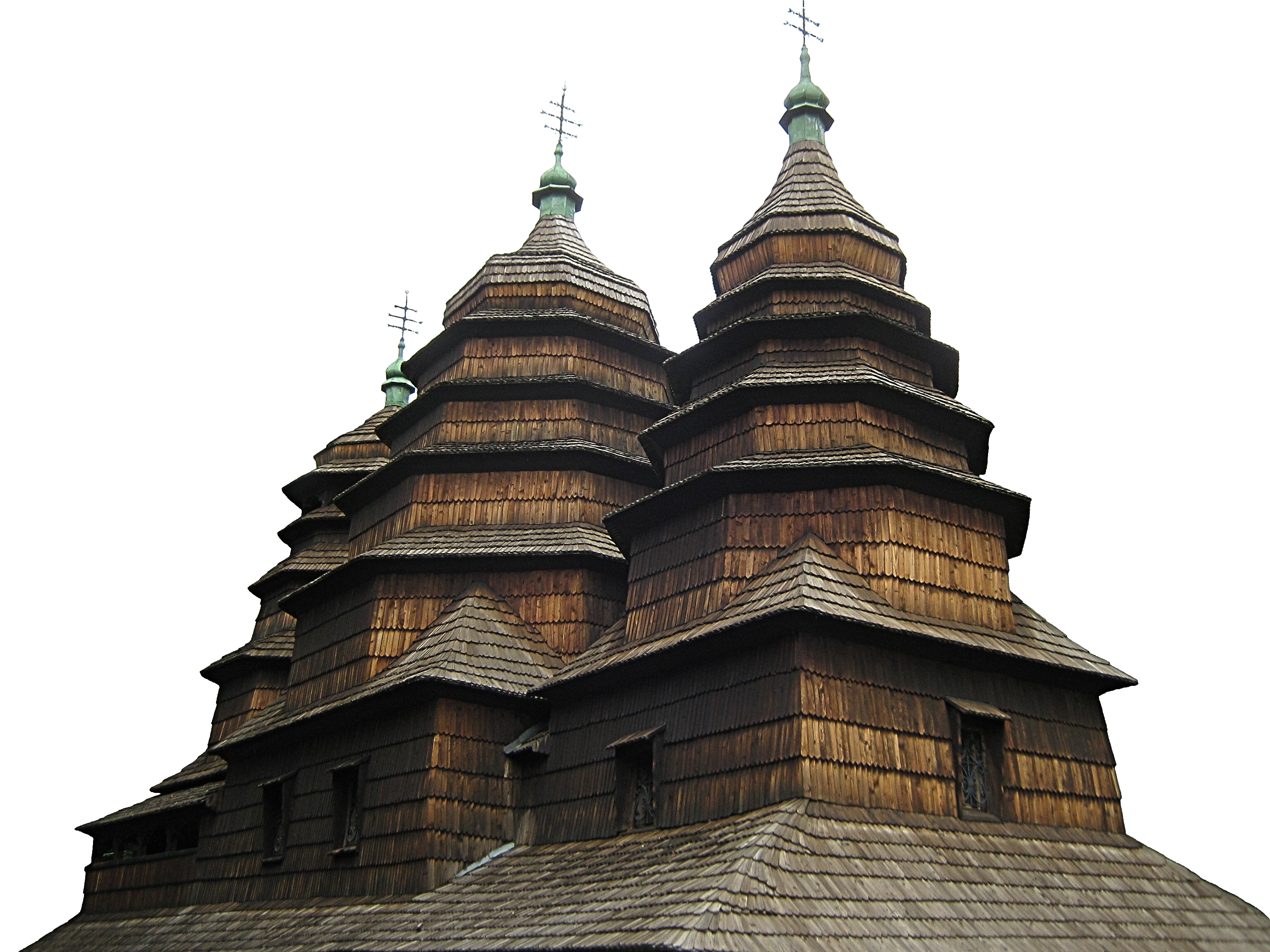
Церковь из села Кривка
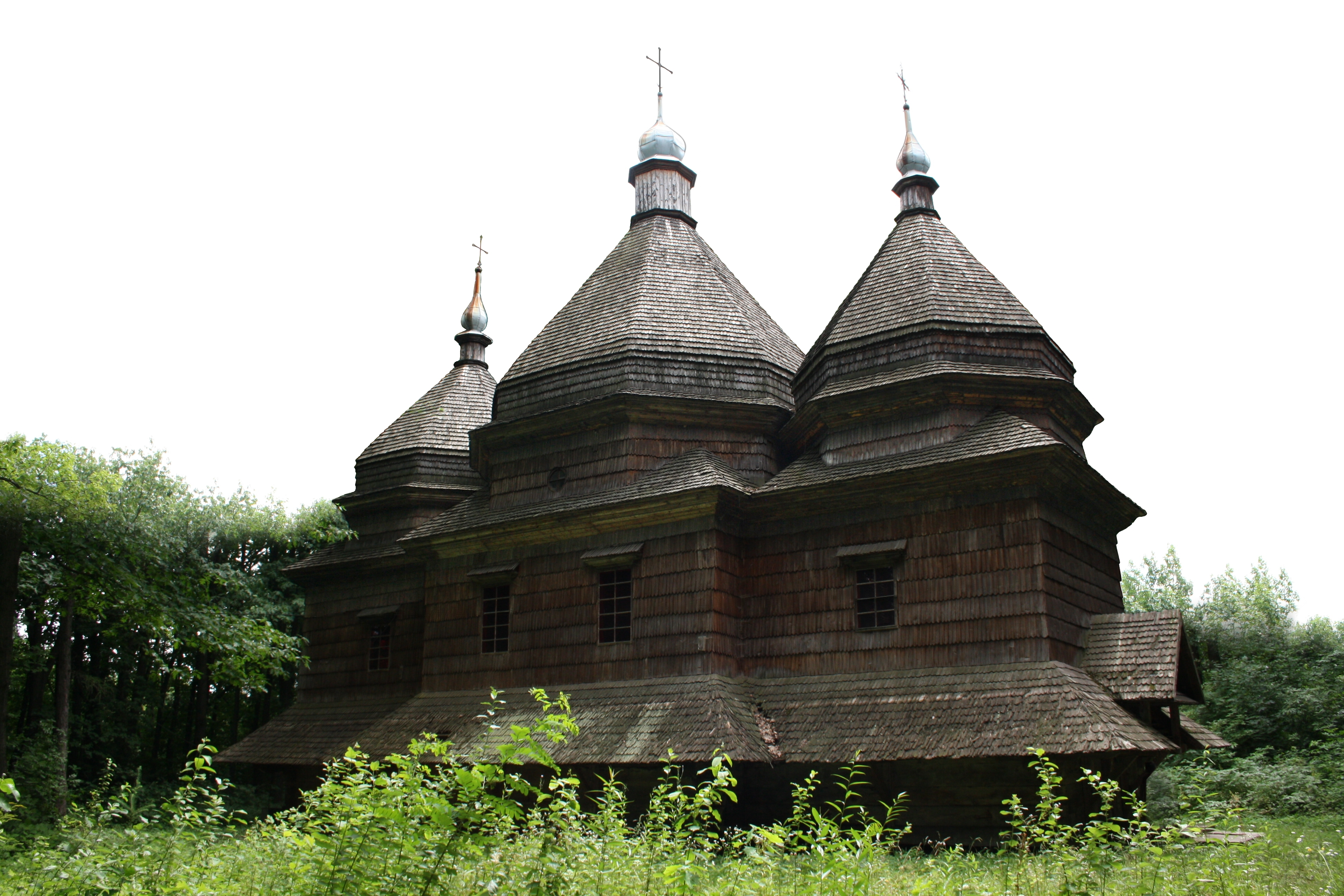
Церковь Св. Параскевы 1822 года, из села Стоянов
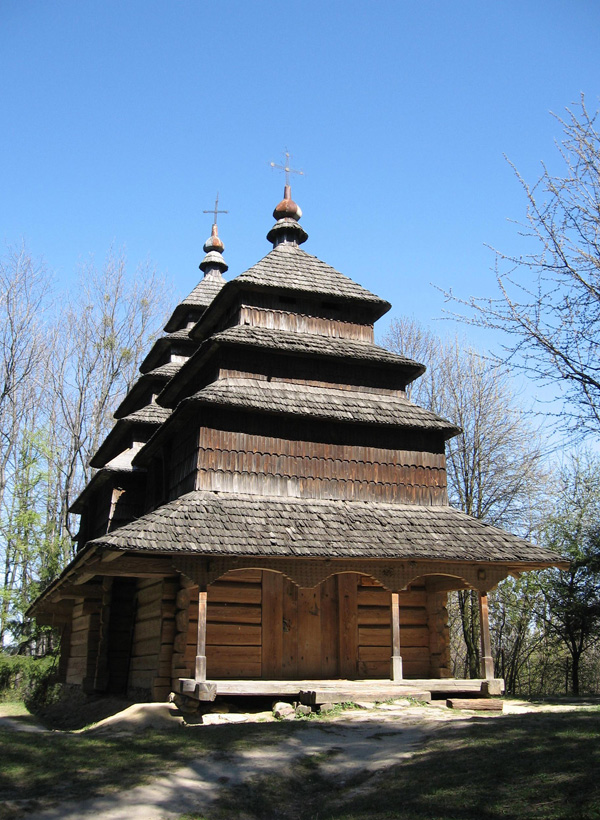
Церковь из села Тисовец, построена в 1863 году. Типичный образец бойковского сакрального искусства. Состоит из трёх отдельных срубов, перекрытых шатровыми верхами. Воссоздана в скансене в 1972 году
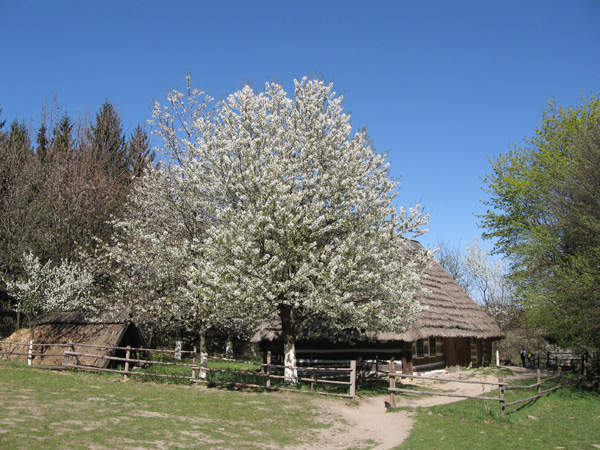
Крестьянский двор из села Мшанец (западная Бойковщина), конец XIX — начало XX века. Сруб жилого дома примыкает к хлеву, ток выполнял функцию сеней, вдоль тыльной стороны расположена пристройка-«загата». Этот тип замкнутого двора считается среди этнографов наиболее примитивным. Двор воссоздан в скансене в 1975 году
Мозаика в стилистике традиционного искусства населения Украинских Карпат на здании выставочного зала на территории скансена

## Описание
Шевченковский гай расположен на лесистых холмах Расточья (продолжение Подольской возвышенности), вблизи парка «Высокий Замок», на территории ландшафтного парка «Знесенье». Его территория в 60 га условно разделена на шесть этнографических зон: бойковскую, лемковскую, гуцульскую, буковинскую, подольскую, волыно-подольскую. На территории Шевченковского гая находится более 120 памятников архитектуры из западных областей Украины, из них 6 — церкви. Самый старый экспонат — крестьянская хата 1749 года. Есть также кузница, школа, лесопилка, сукновальня, водяная и ветряная мельницы.
Ценными экспонатами являются сельская усадьба с домом 1812 года и конюшней 1903 года из села Либохора, бойковская изба 1909 года из села Тухолька. Шедевр народной архитектуры — деревянная церковь 1763 года из села Кривка, памятник национального значения. В действующей экспозиции хранится более 20 тысяч предметов быта и народного творчества. Музей удачно объединяет холмистый ландшафт, восстановленную растительность Карпат и заботливо перенесённые исторические постройки из различных регионов Западной Украины.